# Stefan Wellgraf
Stefan Wellgraf (* 1979) ist ein deutscher Soziologe.

## Leben
Er studierte Sozial- und Kulturwissenschaften in Berlin und Frankfurt (Oder). Seit 2022 hat er an der Humboldt-Universität Berlin am Institut für Europäische Ethnologie eine Heisenberg-Stelle.
Seine Forschungsschwerpunkte sind Exklusion, Migration sowie Populär- und Medienkultur.

## Schriften (Auswahl)
- Migration und Medien. Wie Fernsehen, Radio und Print auf die Anderen blicken. Münster 2008, ISBN 3-8258-1124-7.
- Hauptschüler. Zur gesellschaftlichen Produktion von Verachtung. Bielefeld 2012, ISBN 3-8376-2053-0.
- Schule der Gefühle. Zur emotionalen Erfahrung von Minderwertigkeit in neoliberalen Zeiten. Bielefeld 2018, ISBN 3-8376-4039-6.
- Ausgrenzungsapparat Schule. Wie unser Bildungssystem soziale Spaltungen verschärft. Bielefeld 2021, ISBN 3-8376-5307-2.
- Staatsfeinde. Rechte Subkulturen in Ostdeutschland seit den 1970er Jahren. Ch. Links Verlag, Berlin 2025, ISBN 978-3-96289-237-1.